# Albrecht Wagner (Mediziner)

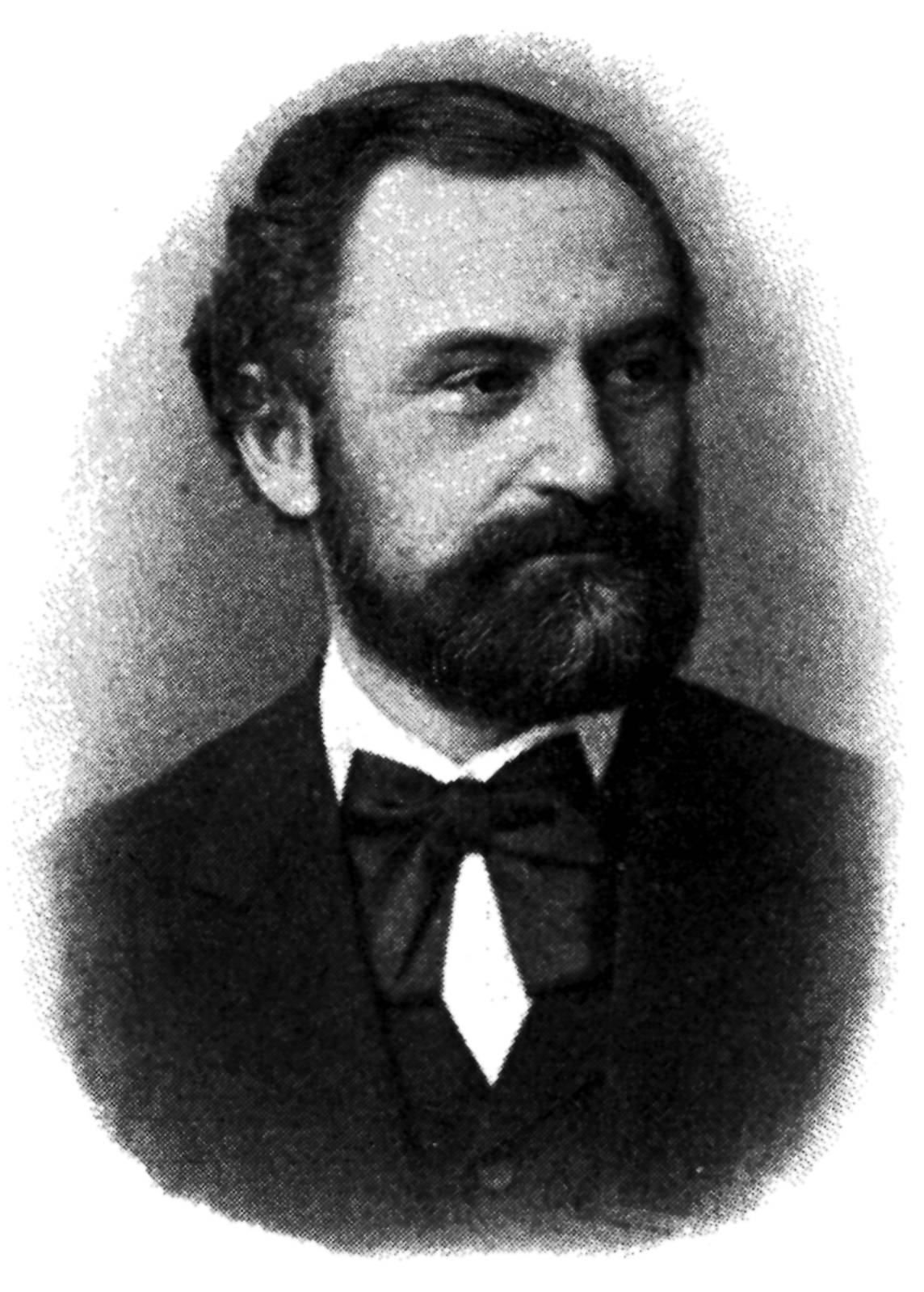
Albrecht Wagner

Karl Ernst Albrecht Wagner (* 3. Juni 1827 in Berlin; † 15. Februar 1871 im Feldlazarett Dole) war ein deutscher Chirurg, Sanitätsoffizier und Hochschullehrer, zuletzt Lehrstuhlinhaber in Königsberg.

## Leben
Albrecht Wagner wurde 1827 als Sohn des Mediziners Wilhelm Wagner und dessen Ehefrau Julie, geborene Albrecht, in Berlin geboren. Er studierte ab 1844 an der Friedrich-Wilhelms-Universität zu Berlin und kurze Zeit an der Ruprecht-Karls-Universität Heidelberg Medizin. Dort wurde er 1846 Mitglied des Corps Saxo-Borussia. In Berlin wurde er 1848 zum Dr. med. promoviert. Seit 1850 Assistent von Bernhard von Langenbeck, habilitierte er sich 1852. 1853 wurde er Oberarzt am städtischen Lazarett in Danzig.
Im Jahr 1858 folgte er dem Ruf der Albertus-Universität Königsberg auf den Lehrstuhl für Chirurgie und wurde Direktor der chirurgischen Klinik. 1866/67 war er Prorektor der Albertina. Im Deutschen Krieg fungierte er als Generalarzt der Preußischen Armee. Für seine Verdienste in diesem Krieg wurde ihm im selben Jahr der Titel Geheimer Medizinalrat verliehen. Im Deutsch-Französischen Krieg starb er mit nur 43 Jahren an Typhus. Unter großer öffentlicher Anteilnahme wurde er auf dem Gelehrtenfriedhof (Königsberg) beigesetzt. Von 1888 bis 1933 war in Königsberg die Todtengasse (1639–1888) nach ihm benannt. Wagner war mit dem Chirurgen Ernst von Bergmann freundschaftlich verbunden, den er als jungen akademischen Lehrer in Königsberg kennengelernt hatte und der ihn als freiwilliger Assistent im deutsch-österreichischen Krieg begleitete. Nachfolger Wagners in Königsberg wurde nicht, wie von der Medizinischen Fakultät vorgeschlagen, sein Schüler Ernst von Bergmann, sondern (berufen durch den preußischen König) Carl Schönborn.